# (7675) Gorizia
(7675) Gorizia (1995 WT5) – planetoida z pasa głównego asteroid okrążająca Słońce w ciągu 3,76 lat w średniej odległości 2,42 j.a. Odkryta 23 listopada 1995 roku.